# Diamond Dart 450

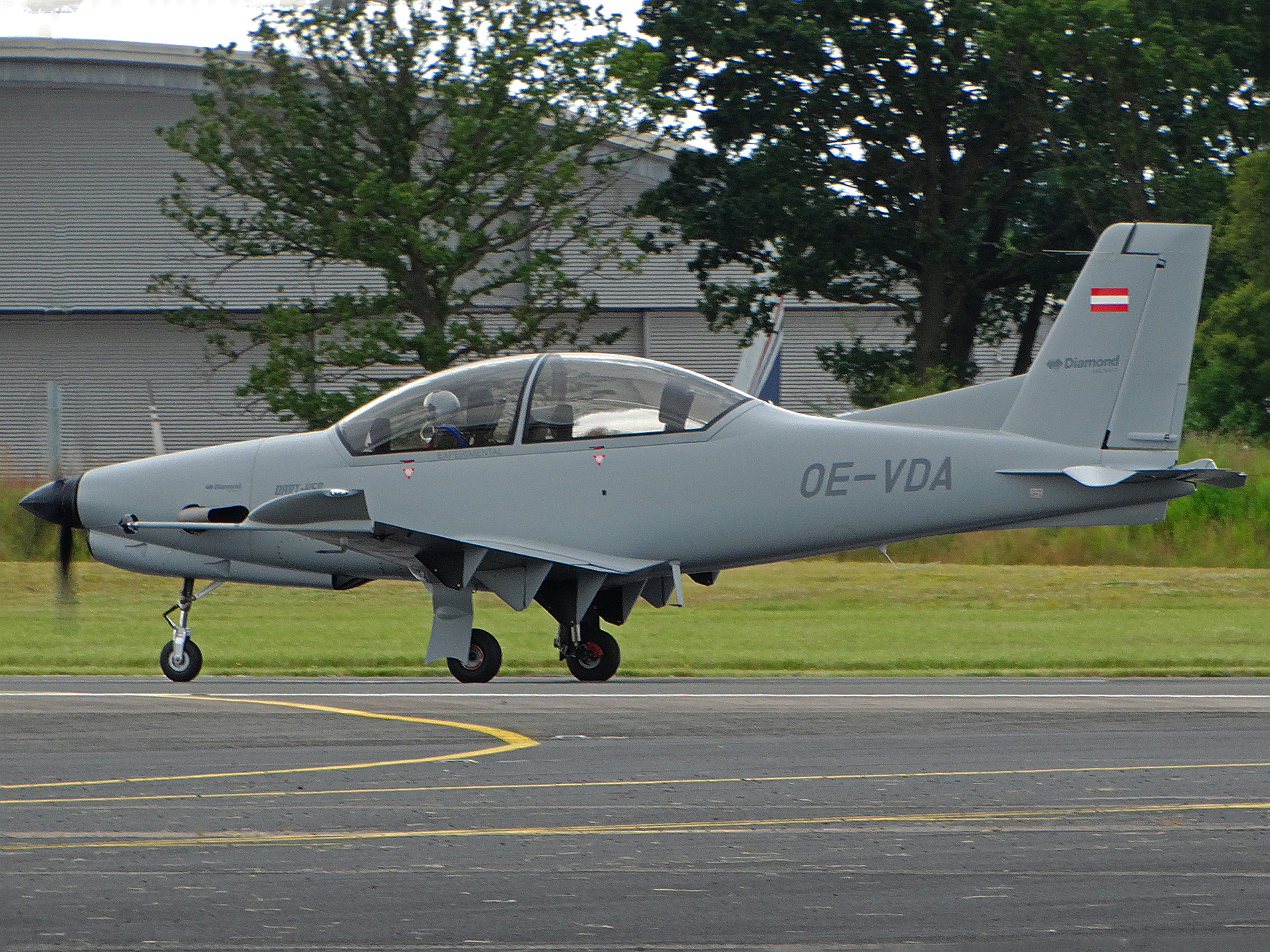
Prototipo del Diamond Dart-450 en el Farnborough Air Show 2016

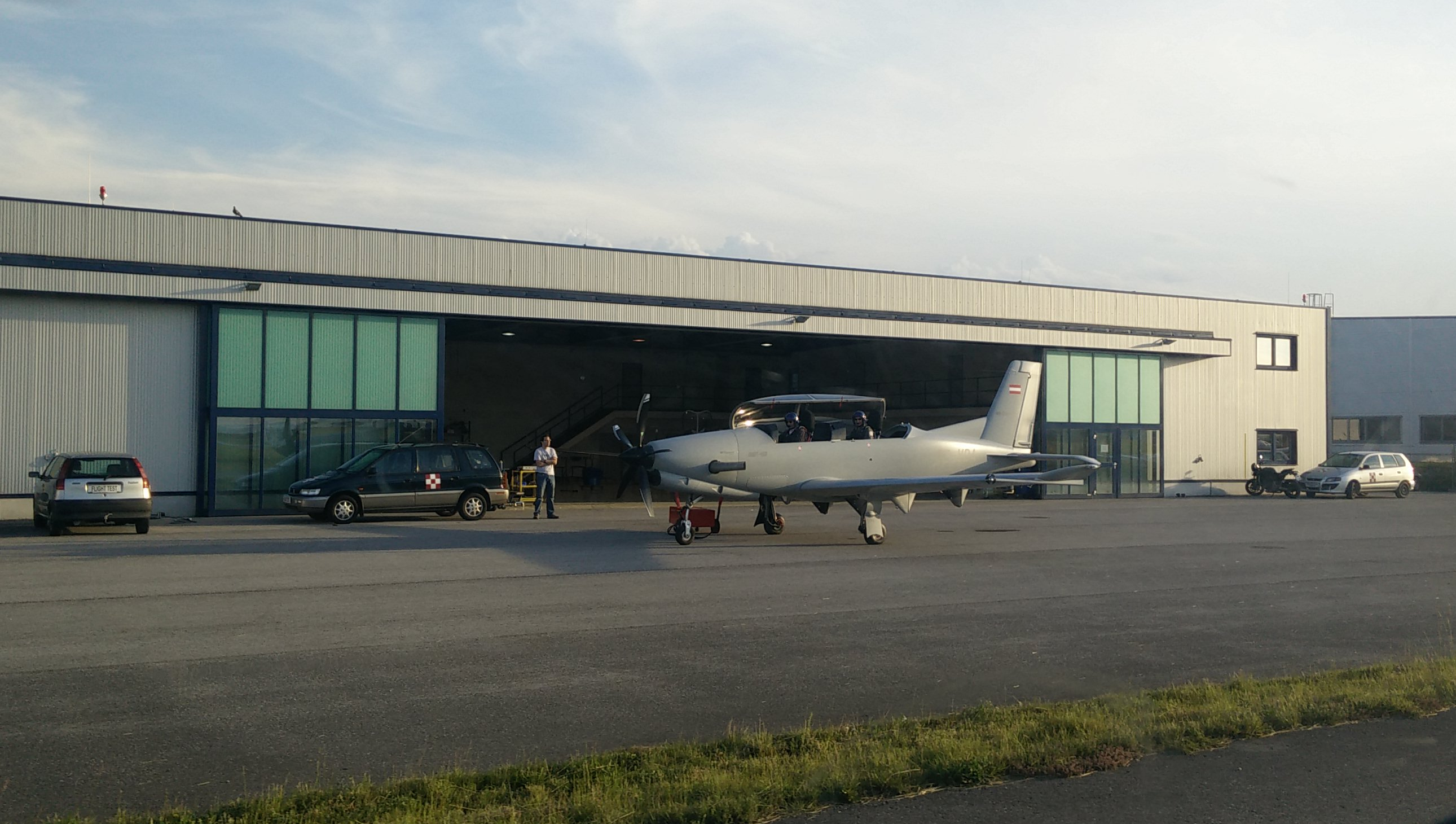

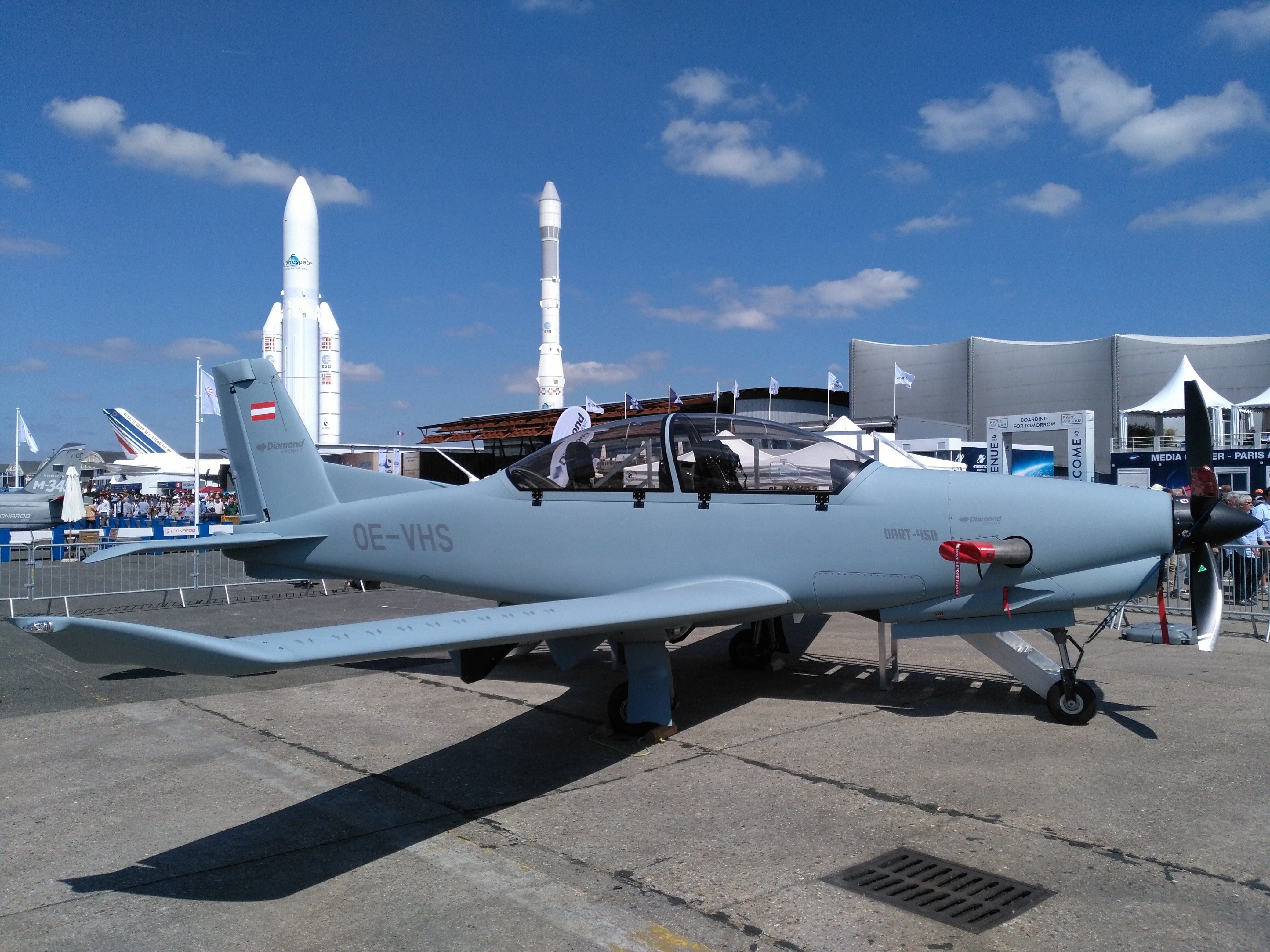
Dart-450 en el Paris Air Show

El Diamond Dart 450 es un avión de entrenamiento civil/militar en configuración tándem producido por la empresa austriaca Diamond Aircraft, potenciado por un motor turbohélice  Ivchenko-Progress Motor Sich AI-450S. La aeronave hizo su primer vuelo el 17 de mayo de 2016.

## Especificaciones
Datos de flightglobal 2014 y Diamond Aircraft 2016.
Características generales
- Tripulación: 2
- Longitud: 10.75 m
- Envergadura: 11.74 m
- Altura: 3.38 m
- Peso en vacío 1330 kg
- Peso máximo al despegue: 2,300 kg
- Capacidad de combustible: 850 l
- Planta motriz: 1 × Ivchenko-Progress Motor Sich AI-450S turbohélice de 500 HP
- Hélice: MT propeller de 5 palas

Rendimiento
- Velocidad máxima: 250 kn (463 km/h)
- Velocidad de crucero: 230 kn (426 km/h)
- Velocidad de entrada en pérdida: 60 kn (111 km/h)
- Techo de vuelo: 23,000 ft (7,010 m)
- Alcance: 1,560 nmi (2,890 km)
- Límites G: 7/-5
- consumo de combustible: 90 litros/hora
- Régimen de ascenso: 2,990 ft/min 15.2 m/s
- Carrera de despegue: 600 m
- Carrera de aterrizaje: 400 m